# Каменка (Наро-Фоминский район)
Каменка — деревня в Наро-Фоминском районе Московской области, входит в состав муниципального образования Городское поселение Верея. На 2006 год постоянного населения на зарегистрировано, в деревне числятся 7 садовых товариществ. До 2006 года Каменка входила в состав Симбуховского сельского округа.
Деревня расположена в западной части района, на берегах речки Ратовка (правый приток Протвы), в 4 км к юго-западу от города Верея, высота центра над уровнем моря 199 м. Ближайший населённый пункт — Ястребово в 1,5 км восточнее.